# Franzorphius franzi
Franzorphius franzi es una especie de coleóptero de la familia Zopheridae.

## Distribución geográfica
Habita en Yunnan (China).